# Arboretum Mährisches Tor

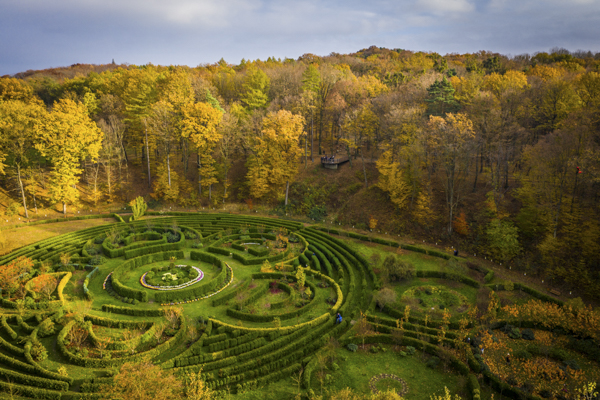
Eingang zum Arboretum

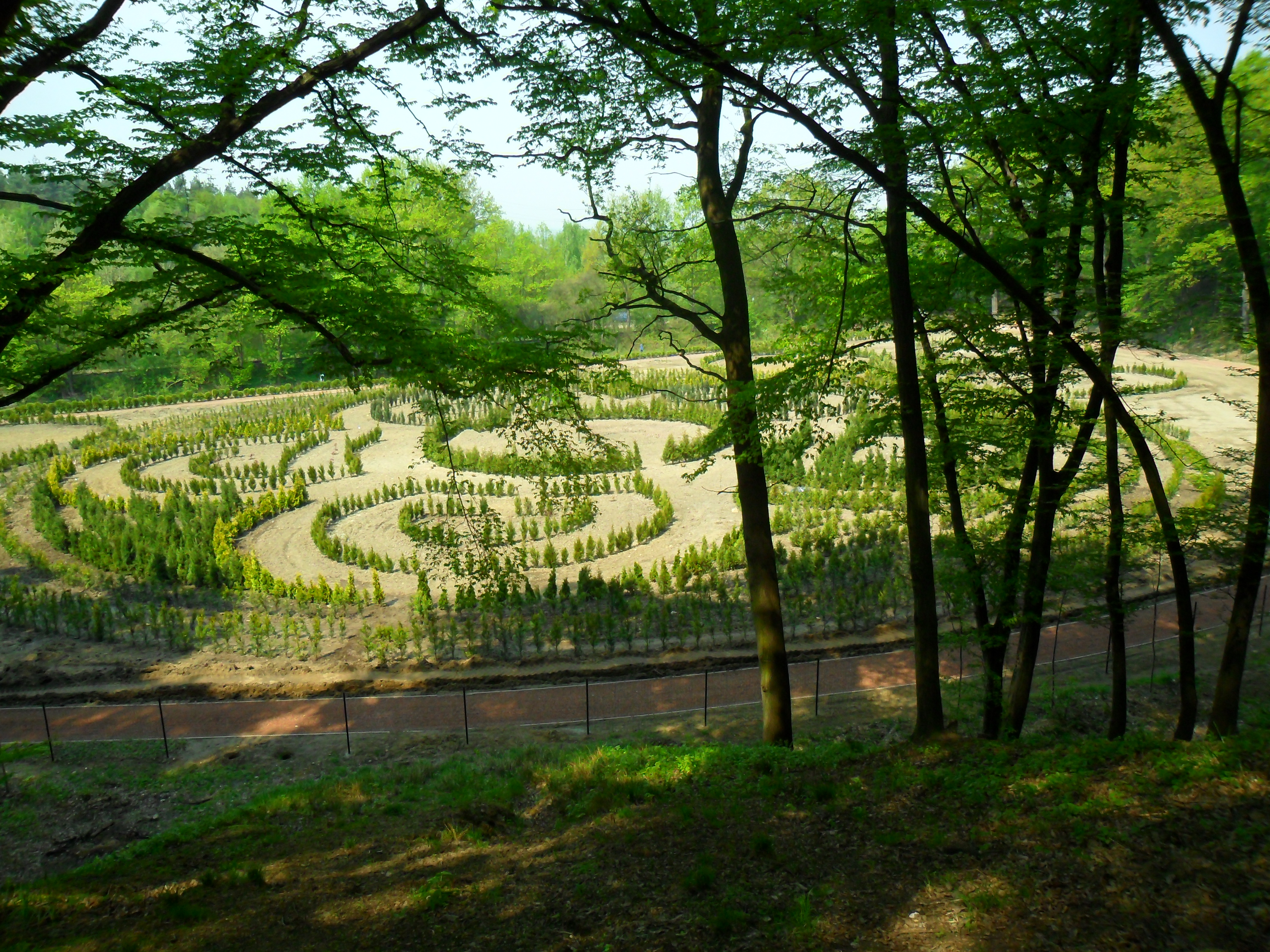
Magischer Garten

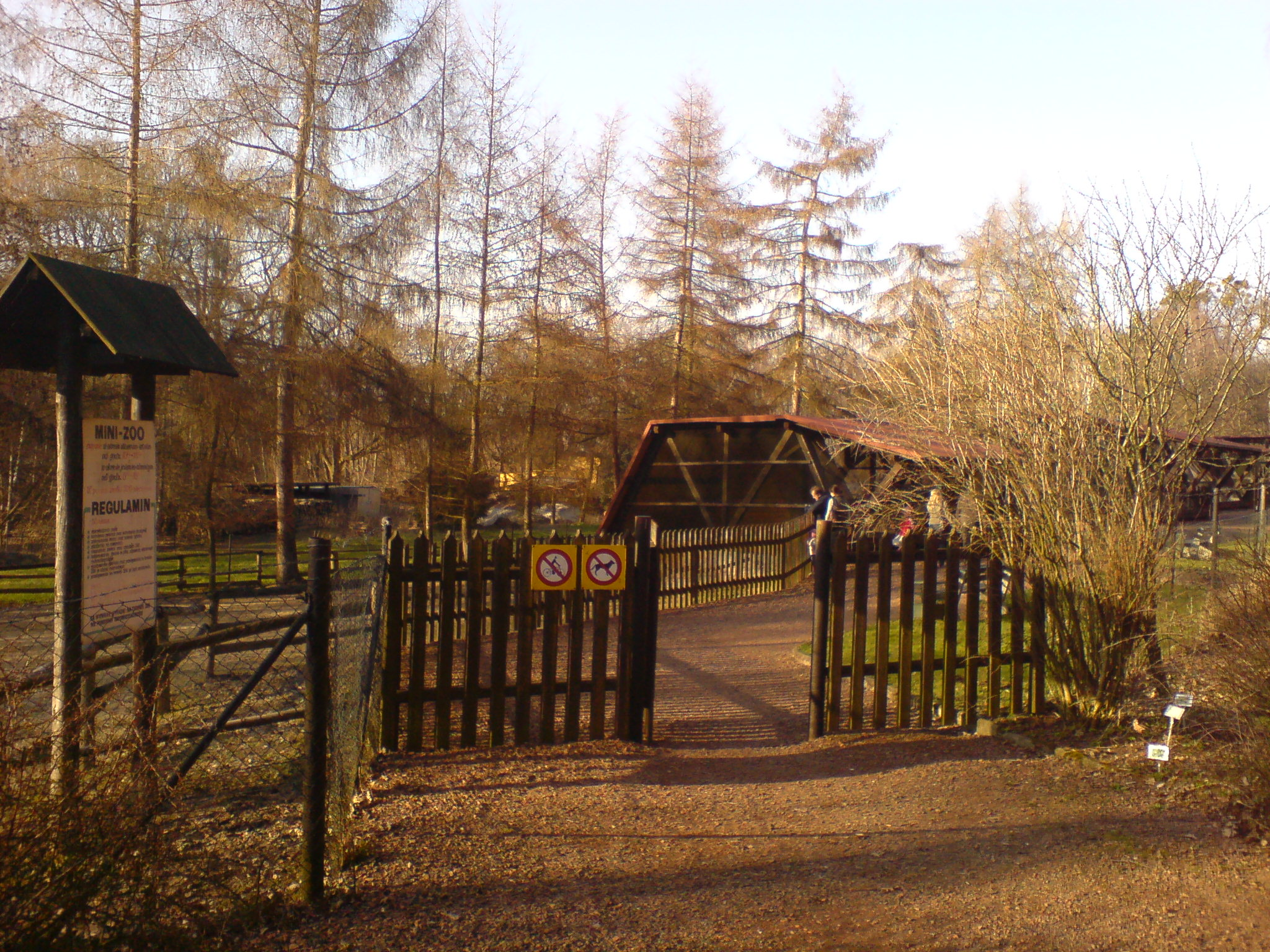
Mini-Zoo

Das Arboretum Mährisches Tor (auch Mährische Pforte) ist ein Arboretum im Stadtwald im Osten der oberschlesischen Stadt Racibórz (Ratibor) beim Stadtteil Obora. Das Arboretum wurde 2000 gegründet und nach der unweit gelegenen Mährischen Pforte benannt. Es hat eine Fläche von 164 Hektar, davon ist der botanische Teil etwa 35 Hektar groß. Innerhalb der Anlage befindet sich ein Mini-Zoo mit etwa 100 Tieren.

## Geschichte
Bis zur Säkularisation 1810 gehörte der Ratiborer Stadtwald dem Zisterzienserkloster Rauden, dann fiel er an den preußischen Staat, der den Stadtwald 1812 den Herzögen von Ratibor verkaufte. Unter Herzog Victor III. von Ratibor ging der Wald 1928 in den Besitz der Stadt Ratibor über. 2000 wurde das Arboretum gegründet und 2011 der „Magische Garten“ mit diversen Stauden eröffnet.

## Sammlung
Zur Sammlung des Arboretums zählen u. a. 500 Laubbäume, 200 Nadelbäume und 500 Rhododendren, darunter die Gattungen und Arten:
Waldkiefer, Gemeine Fichte, Stieleiche, Linden und Hainbuchen. Sowie Feldahorn (Acer campestre), Reisquecke (Leersia oryzoides), Kleine Schneeglöckchen (Galanthus nivalis), Zweiblättrige Blaustern (Scilla bifolia), Schaftdolde (Hacquetia epipactis), Spiersträucher (Spiraea salicifolia), Gewöhnliche Liguster (Ligustrum vulgare), Ästige Sommerwurz (Phelipanche ramosa), Kohl-Lauch (Allium oleraceum) und Herbstzeitlose (Colchicum autumnale).